# Локаст Вали (Њујорк)
Локаст Вали (енгл. Locust Valley) насељено је место без административног статуса у америчкој савезној држави Њујорк.

## Демографија
По попису из 2010. године број становника је 3.406, што је 115 (-3,3%) становника мање него 2000. године.
| Група             | 2000.         | 2010.         |
| Белци             | 2.773 (78,8%) | 2.588 (76,0%) |
| Афроамериканци    | 137 (3,9%)    | 112 (3,3%)    |
| Азијати           | 70 (2,0%)     | 82 (2,4%)     |
| Хиспаноамериканци | 512 (14,5%)   | 600 (17,6%)   |
| Укупно            | 3.521         | 3.406         |